# جنوب شرق آسیا
منطقهٔ جنوب شرق آسیا یا گاهی آسیای جنوب شرقی (به انگلیسی: Southeast Asia) شامل هفت کشور اصلی آسیا و سه کشور جزیره‌ای می‌باشد.
جنوب شرق آسیا ۴٬۵۰۰٬۰۰۰ کیلومتر مربع (۱٬۷۰۰٬۰۰۰ مایل مربع) مساحت دارد. این منطقه بیشتر شامل سرزمین‌های کوهستانی و جنگل‌های استوایی؛ همراه با ساحل ماندابی است.

## نواحی جنوب شرق آسیا
جنوب شرق آسیا از سه بخش عمده خشکی و دریایی و کوهستانی تشکیل می‌شود. ناحیه دریایی جنوب شرق آسیا' یا جزایر جنوب شرق آسیا ا بخش‌های جزیره‌ای و دریایی منطقه جنوب شرقی آسیا هستند. ناحیه خشکی با عنوان سرزمین اصلی جنوب شرق آسیا (هندوچین) شناخته می‌شود.
تفاوت اصلی جمعیتی مجموعه دریایی جنوب شرق آسیا از منطقه خشکی هندوچین دراین است که جمعیت بخش دریایی عمدتاً متعلق به گروه‌های آسترونزی هستند.

## کشورهای این منطقه

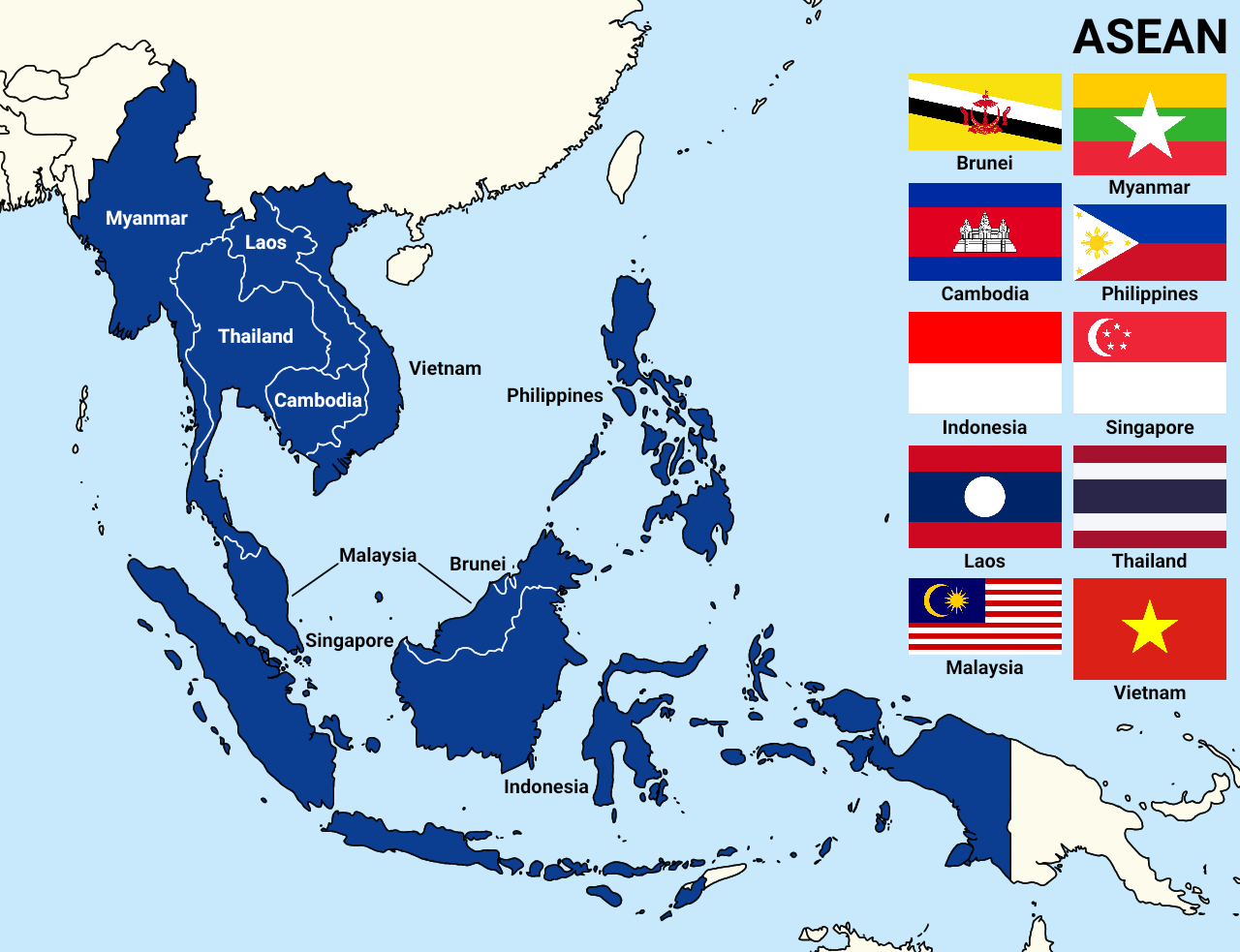
کشورهای عضو آسه‌آن

- اندونزی
- کامبوج
- فیلیپین
- مالزی
- لائوس
- سنگاپور
- تایلند
- ویتنام
- برونئی
- تیمور شرقی
- میانمار

سرزمین‌های وابسته
- جزیره کریسمس
- جزایر کوکوس
- جزایر آندامان و نیکوبار
- هاینان

## آمار
| State      | مساحت (km2) | جمعیت (۲۰۱۴) | تراکم (/km2) | (GDP اسمی), دلار آمریکا (۲۰۱۴) | (GDP اسمی) per capita, دلار آمریکا (۲۰۱۴) | HDI (۲۰۱۳) | پایتخت          |
| ---------- | ----------- | ------------ | ------------ | ------------------------------ | ----------------------------------------- | ---------- | --------------- |
| برونئی     | ۵٬۷۶۵       | ۴۵۳٬۰۰۰      | ۷۸           | ۱۷٬۱۰۵٬۰۰۰٬۰۰۰                 | $۳۷٬۷۵۹                                   | ۰٫۸۵۲      | بندر سری بگاوان |
| کامبوج     | ۱۸۱٬۰۳۵     | ۱۵٬۵۶۱٬۰۰۰   | ۸۵           | ۱۷٬۲۹۱٬۰۰۰٬۰۰۰                 | $۱٬۱۱۱                                    | ۰٫۵۸۴      | پنوم پن         |
| تیمور شرقی | ۱۴٬۸۷۴      | ۱٬۱۷۲٬۰۰۰    | ۷۵           | ۴٬۳۸۲٬۰۰۰٬۰۰۰                  | $۳٬۷۳۹                                    | ۰٫۶۲۰      | دیلی            |
| اندونزی    | ۱٬۹۰۴٬۵۶۹   | ۲۵۱٬۴۹۰٬۰۰۰  | ۱۳۲          | ۱٬۱۸۷٬۹۶۲٬۰۰۰٬۰۰۰              | $۴٬۷۲۳                                    | ۰٫۶۸۴      | جاکارتا         |
| لائوس      | ۲۳۶٬۸۰۰     | ۶٬۵۵۷٬۰۰۰    | ۳۰           | ۱۱٬۲۰۶٬۰۰۰٬۰۰۰                 | $۱٬۷۰۹                                    | ۰٫۵۶۹      | وینتیان         |
| مالزی      | ۳۲۹٬۸۴۷     | ۳۰٬۰۳۴٬۰۰۰   | ۹۱           | ۳۶۷٬۷۱۲٬۰۰۰٬۰۰۰                | $۱۲٬۲۴۳                                   | ۰٫۷۷۳      | کوالا لامپور*   |
| میانمار    | ۶۷۶٬۰۰۰     | ۶۶٬۲۵۷٬۰۰۰   | ۹۸           | ۶۳٬۸۸۱٬۰۰۰٬۰۰۰                 | $۹۶۴                                      | ۰٫۵۲۴      | نایپیداو        |
| فیلیپین    | ۳۴۲٬۳۵۳     | ۱۰۱٬۶۴۹٬۰۰۰  | ۳۳۸          | ۲۷۸٬۲۶۰٬۰۰۰٬۰۰۰                | $۲٬۷۳۷                                    | ۰٫۶۶۰      | مانیل           |
| سنگاپور    | ۷۲۴         | ۵٬۵۵۴٬۰۰۰    | ۷٬۶۷۱        | ۲۸۹٬۰۸۶٬۰۰۰٬۰۰۰                | $۵۲٬۰۴۹                                   | ۰٫۹۰۱      | سنگاپور         |
| تایلند     | ۵۱۳٬۱۲۰     | ۶۵٬۲۳۶٬۰۰۰   | ۱۲۷          | ۴۳۷٬۳۴۴٬۰۰۰٬۰۰۰                | $۶٬۷۰۳                                    | ۰٫۷۲۲      | بانکوک          |
| ویتنام     | ۳۳۱٬۲۱۰     | ۹۲٬۵۷۱٬۰۰۰   | ۲۷۹          | ۱۸۷٬۸۴۸٬۰۰۰٬۰۰۰                | $۲٬۰۷۲                                    | ۰٫۶۳۸      | هانوی           |

## نگارخانه

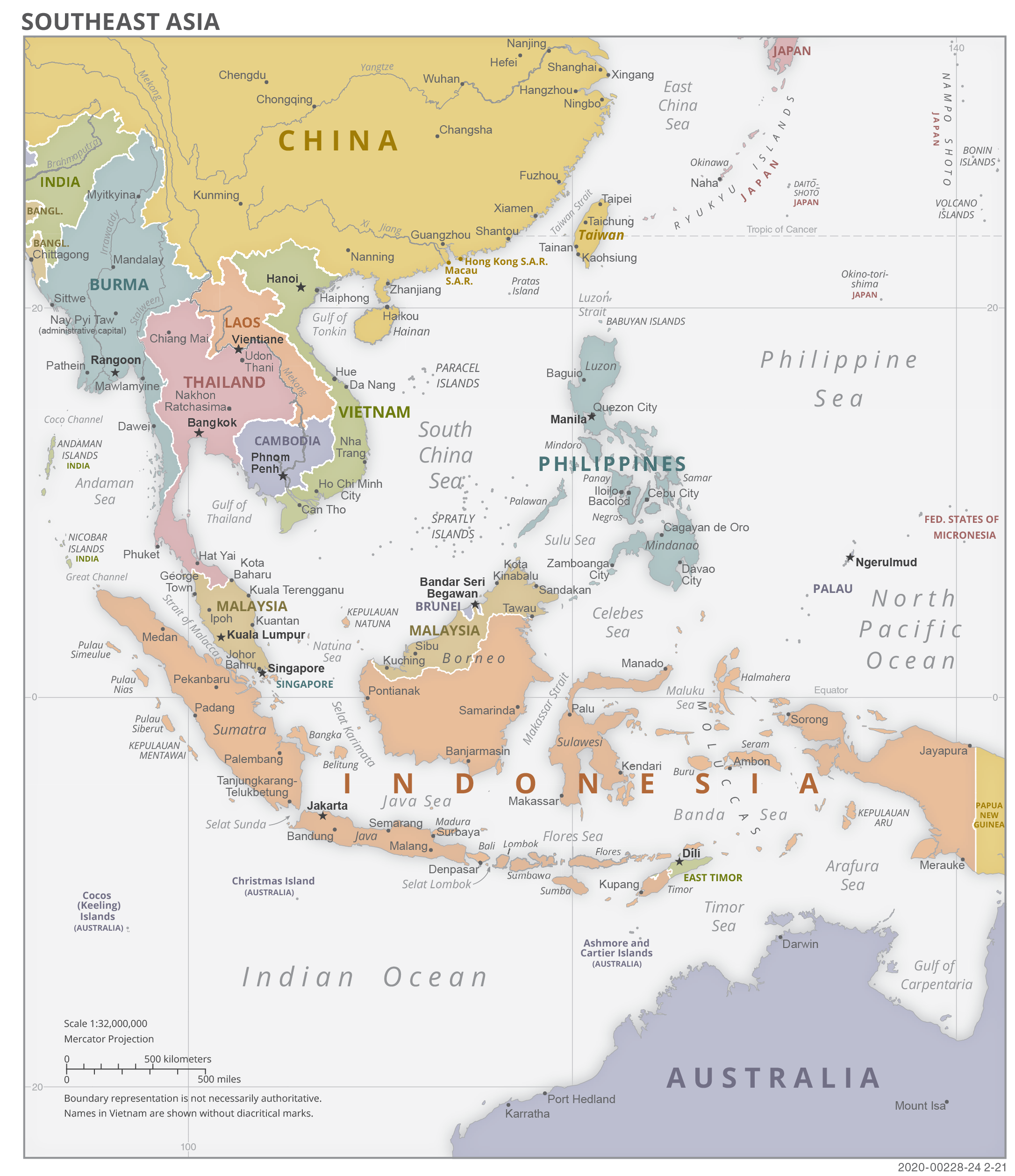
نقشه جنوب شرق آسیا
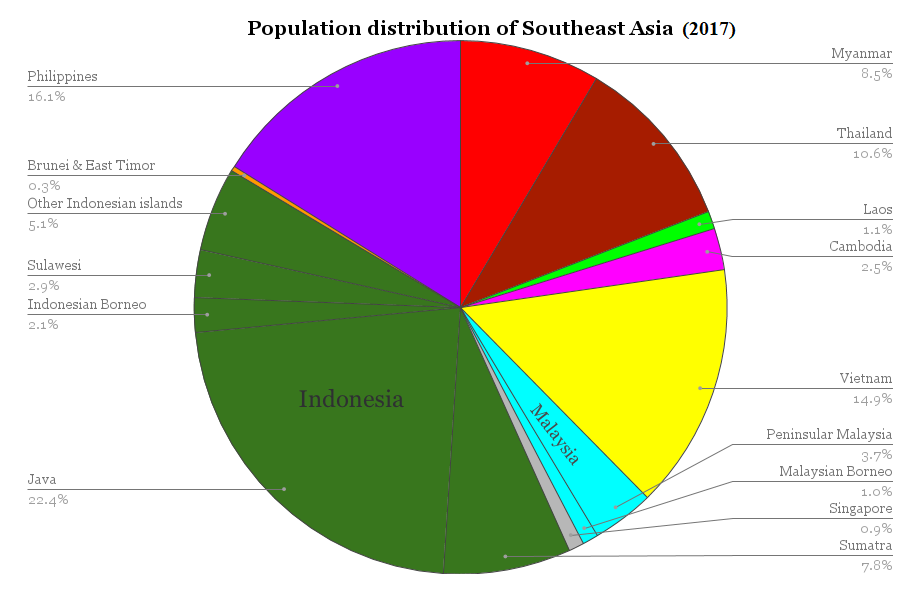
نمودار دایره‌ای جمعیت جنوب شرق آسیا
گسترش هندوئیسم در جنوب شرق آسیا
نقشه طبقه‌بندی اقلیمی کوپن از جنوب شرق آسیا
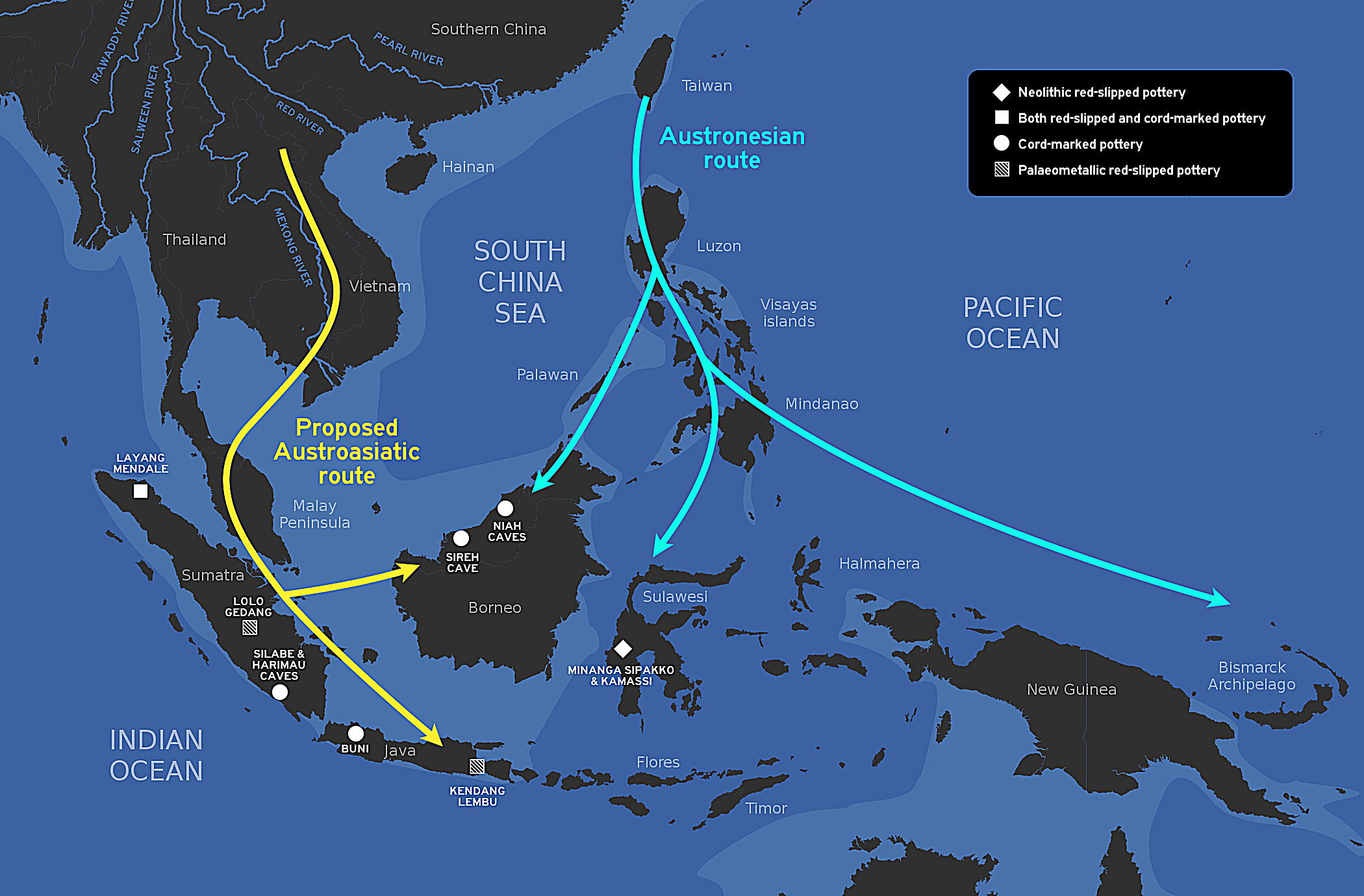
نقشه مسیر مهاجرت مردمان آسترونزیایی